# Сарсембаев, Дмитрий Витальевич
Дмитрий Витальевич Сарсембаев (род. 29 ноября 1997 года, Таштагол, Кемеровская область, Россия) — российский сноубордист, выступающий в параллельных дисциплинах. Двукратный чемпион мира среди юниоров (2016, 2017), участник Олимпийских игр 2018 года. Мастер спорта России международного класса.

## Спортивная карьера
Дмитрий Сарсембаев начал заниматься сноубордом в 2008 году, в секцию сноуборда привела мама.
15 октября 2015 года Дмитрий Сарсембаев дебютировал на международной арене на этапе Кубка Европы в голландском Ландграфе, заняв 47-е место в параллельном слаломе. В своём дебютном сезоне Дмитрий одержал 2 победы на этапах Кубка Европы и занял итоговое 4-е место.
На этапах Кубка мира Дмитрий Сарсембаев дебютировал 23 января 2016 года в Рогле, Словения, заняв 26-е место в параллельном гигантском слаломе. Наивысшим успехом Дмитрия на этапах Кубка мира является 4-е место в параллельном слаломе, достигнутое 12 января 2018 года на этапе Кубка мира в Бадгастайне, Австрия.
На чемпионате мира среди юниоров 2015 в Ябули Дмитрий Сарсембаев завоевал бронзу в параллельном гигантском слаломе. Через год на чемпионате мира среди юниоров 2016 в Рогле Сарсембаев стал чемпионом в параллельном гигантском слаломе. В 2017 году в Клиновце Дмитрий Сарсембаев стал двукратным чемпионом мира среди юниоров.
Лучшим результатом на чемпионатах мира по сноуборду стало 32-е место в параллельном гигантском слаломе в 2017 году в Сьерра-Неваде.
В 2018 году на Зимних Олимпийских играх в Пхёнчхане Дмитрий Сарсембаев в квалификации показал 14-е время. В 1/8 финала проиграл по сумме двух заездов Ли Сан Хо из Южной Кореи.

## Спортивные достижения
- Двукратный чемпион мира среди юниоров (2016, 2017);
- Бронзовый призёр чемпионатов мира среди юниоров (2015);
- Многократный победитель и призёр этапов Кубка Европы;
- Серебряный призёр чемпионата России (2017).